# Liste der Naturschutzgebiete im Landkreis Neuburg-Schrobenhausen
Im Landkreis Neuburg-Schrobenhausen gibt es sechs Naturschutzgebiete. Zusammen nehmen sie eine Fläche von etwa 278 Hektar im Landkreis ein. Das größte Naturschutzgebiet ist das 2000 eingerichtete Naturschutzgebiet Kreut.
| Name                                | Bild | Kennung                   | Kreis                                                  | Einzelheiten | Position | Fläche Hektar | Datum |
| ----------------------------------- | ---- | ------------------------- | ------------------------------------------------------ | --- | -------- | ------------- | ----- |
| Donaualtwasser Schnödhof            |      | NSG-00468.01 WDPA: 162778 | Landkreis Neuburg-Schrobenhausen, Landkreis Donau-Ries | Marxheim Großer Altwasser-/Uferkomplex an der Donau mit weiten Verlandungszonen, Auwaldresten und mageren Auenwiesen. LK Neuburg-Schrobenhausen 58,62 ha, LK Donau-Ries 23,84 ha | ⊙        | 82,46         | 1994  |
| Finkenstein                         |      | NSG-00201.01 WDPA: 81667  | Landkreis Neuburg-Schrobenhausen                       | Neuburg an der Donau | ⊙        | 7,05          | 1940  |
| Kreut                               |      | NSG-00582.01 WDPA: 318689 | Landkreis Neuburg-Schrobenhausen                       | | ⊙        | 180,26        | 2000  |
| Kundinger Feld                      | BW   | NSG-00190.01 WDPA: 164299 | Landkreis Neuburg-Schrobenhausen                       | | ⊙        | 13,39         | 1983  |
| Mauerner Höhlen                     |      | NSG-00124.01 WDPA: 82146  | Landkreis Neuburg-Schrobenhausen                       | | ⊙        | 7,03          | 1979  |
| Trockenhänge Leitenberg bei Illdorf | BW   | NSG-00253.01 WDPA: 165955 | Landkreis Neuburg-Schrobenhausen                       | | ⊙        | 11,92         | 1985  |
| Legende für Naturschutzgebiet       |      |                           |                                                        | |          |               |       |